# Lennart Bernadotte
Lennart Bernadotte (Estocolmo, 8 de mayo de 1909-Mainau, 21 de diciembre de 2004) fue un príncipe sueco.

## Vida
Cómo nieto de Gustavo V de Suecia nació siendo príncipe de Suecia y duque de Smolandia, títulos de los que fue privado tras contraer matrimonio morganático en 1932. Le fueron conferidos en 1951 el título vitalicio: príncipe Bernadotte y el título herederitario: conde de Wisborg, por la entonces monarca de Luxemburgo, la gran duquesa Carlota.

## Títulos, tratamientos y distinciones honoríficas
- 8 de mayo de 1909 – 11 de marzo de 1932:  Su Alteza Real el príncipe Lennart de Suecia, duque de Småland
- 11 de marzo de 1932 – 2 de julio de 1951: Señor Lennart Bernadotte
- 2 de julio de 1951 – 21 de diciembre de 2004: Príncipe Lennart Bernadotte, conde Bernadotte de Wisborg